# 111-es főút
111-es főút (ungarisch für ‚Hauptstraße 111‘) ist eine ungarische Hauptstraße und verläuft von der Innenstadt von Esztergom nach Dorog.
Ihre Gesamtlänge beträgt 8 Kilometer.